# Maurycy Turkowski
Maurycy Henryk Turkowski, właśc. Turek (ur. 12 września 1873 w Głogowie Małopolskim, zm. 9 sierpnia 1962 w Krakowie) – polski duchowny rzymskokatolicki, doktor teologii, katecheta, działacz społeczny.

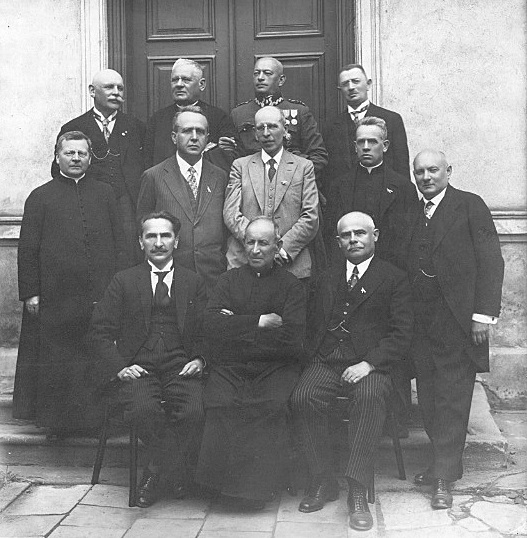
Uczestnicy 40-lecia matury w rzeszowskim gimnazjum w 1932. W środkowym rzędzie od lewej: pierwszy Maurycy Turkowski, czwarty ks. Szczepan Szydelski.

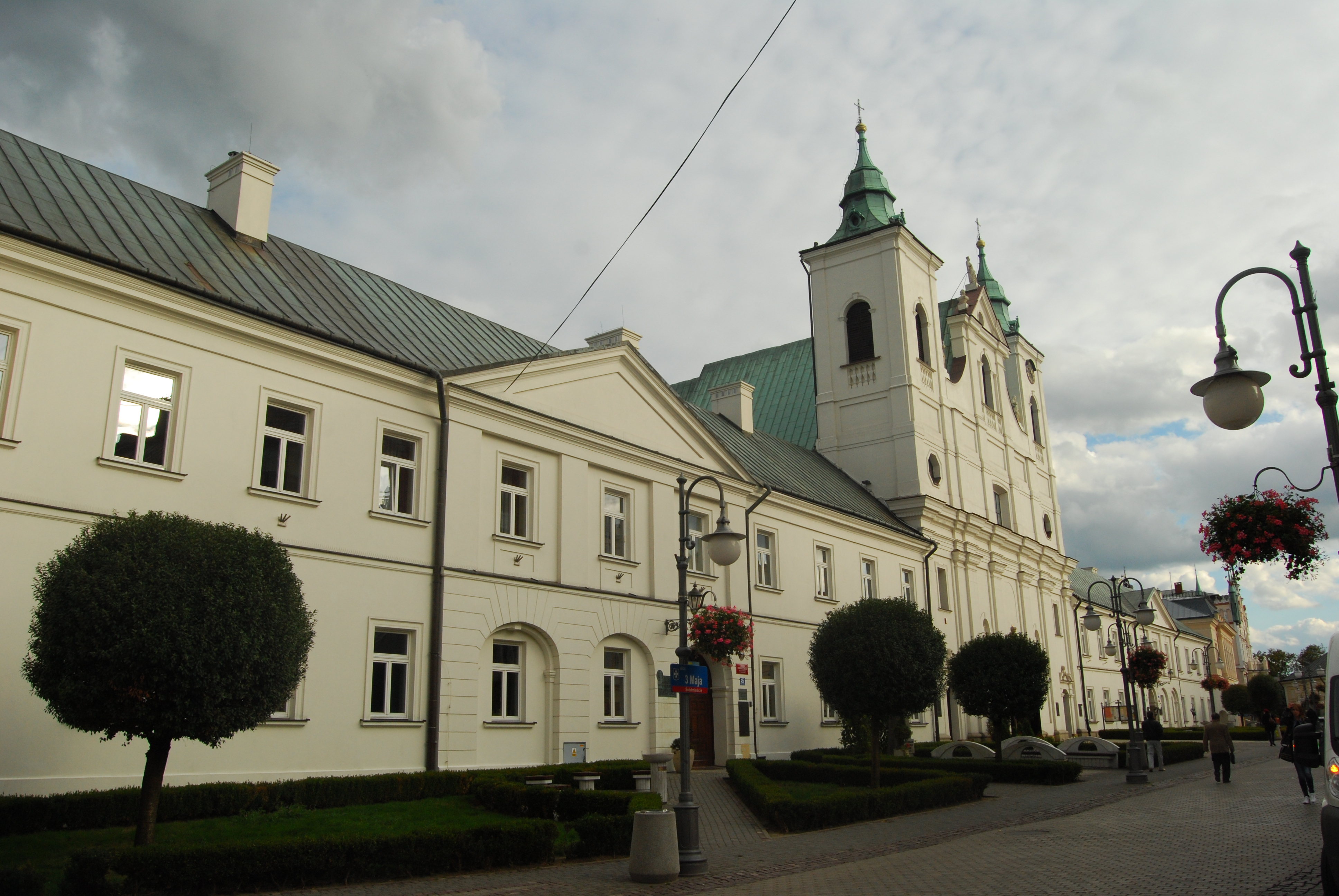
Na pierwszym planie I Liceum Ogólnokształcące im. ks. Stanisława Konarskiego w Rzeszowie, obok popijarski Kościół Świętego Krzyża

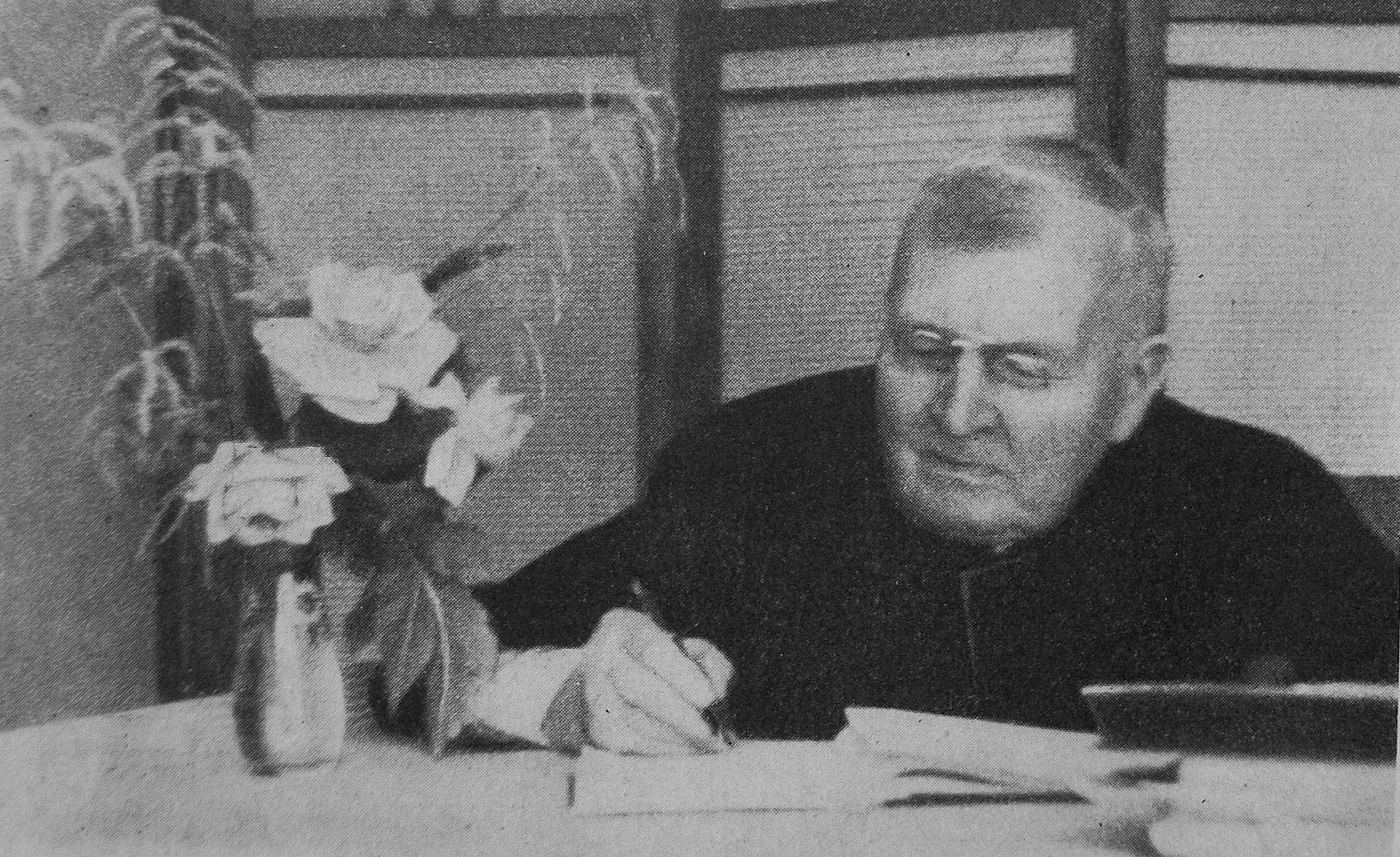
Ks. dr Maurycy Turkowski

## Życiorys
Maurycy Henryk Turkowski urodził się 12 września 1873 w Głogowie Małopolskim jako jedno z ośmiorga dzieci Jana (pierwotnie Turek, 1838-1907) i Karoliny z domu Pado (1846-1924). Miał trzech braci i cztery siostry. Jego rodzeństwem byli m.in.: Karol (1879-1959, architekt), Paweł (1884-1945, absolwent rzeszowskiego gimnazjum z 1904, sędzia, któremu ślubu w 1929 udzielił ks. Maurycy Turkowski), Antoni (1869-1945, przed 1914 dyrektor Kasy Zaliczkowej w Łopatynie, potem sekretarz starostwa powiatu sanockiego). Był także stryjem Stanisława (1919-2010, duchowny) i Tadeusza (1923-2012, malarz), tj. synów Antoniego. Ponadto był kuzynem ks. dr. Jana Mazanka (1856-1915, rektor Wyższego Seminarium Duchownego Archidiecezji Krakowskiej) i krewnym s. Urszuli Frankiewicz (1927-2009, przełożona generalna Zgromadzenia Sióstr Urszulanek Serca Jezusa Konającego). 
Jeszcze pod nazwiskiem Turek w 1884 podjął naukę w C. K. Gimnazjum w Rzeszowie, gdzie w 1892 ukończył VIII klasę, a 1 września tego roku zdał egzamin dojrzałości (w jego klasie był m.in. Szczepan Koziarz, potem Szydelski, który także został księdzem). W trakcie nauki gimnazjalnej był utrzymywany przez wuja, prof.A. Pado. Po maturze w 1892 wstąpił do Wyższe Seminarium Duchowne w Przemyślu, które ukończył w 1896. 15 lipca 1896 otrzymał sakrament święceń z rąk bp. Łukasza Soleckiego i został duchownym rzymskokatolickim. Podjął pracę kapłańską na obszarze diecezji przemyskiej. Początkowo posługiwał jako wikary i katecheta w Gniewczynie od 1896 do 1899 oraz w parafii w Czukwi w 1899. Od 1899 do 1902 był zastępcą katechety w Samborze (1899-1902). 
Reskryptem C. K. Rady Szkolnej Krajowej z 12 sierpnia 1902 został mianowany pomocnikiem katechety w C. K. Gimnazjum w Sanoku. Formalnie rozpoczął pracę w szkolnictwie 5 września 1902. W kolejnych latach uczył religii w sanockim gimnazjum, w roku szkolnym 1906/1906, 1907/1908 uczył także języka łacińskiego, a ponadto współtworzył uczelnię wieczorną dla uczniów klas wyższych, której był opiekunem. Reskryptem C. K. Rady Szkolnej Krajowej z 25 lipca 1904 został mianowany egzaminowanym zastępcą nauczyciela w sanockim gimnazjum. 19 października 1904 złożył egzamin. Jesienią 1904 złożył egzamin na katechetów szkół średnich. W kwietniu 1905 złożył egzamin konkursowy na proboszczów. W okresie pracy w Sanoku był duszpasterzem w tamtejszej parafii Przemienienia Pańskiego. W mieście był kapelanem Polskiego Związku Zawodowego Katolickich Robotników przy tamtejszej Fabryce Wagonów. Należał do Towarzystwa Bursy Gimnazjalnej, był opiekunem Czytelni Wieczorowej dla uczniów. Działał w Towarzystwo Pomocy Naukowej.
Pozostając katechetą gimnazjalnym od 1906 był doktorantem na Wydziale Teologicznym Uniwersytetu Lwowskiego. Reskryptem C. K. Rady Szkolnej Krajowej z 13 lutego 1908 otrzymał półroczny urlop z pracy w Gimnazjum w Sanoku (w jego miejsce powołano ks. Teofila Garbackiego). 5 grudnia 1908 na Uniwersytecie Lwowskim uzyskał stopień doktora teologii na podstawie pracy pt. Dzieje szkolnictwa ludowego w Galicji w okresie konkordatu 1855-1869. Diecezja Przemyska (promotorem był ks. prof. Jan Fijałek). 
Reskryptem C. K. Rady Szkolnej Krajowej z 31 sierpnia 1908 w charakterze zastępcy nauczyciela katechety został przeniesiony do macierzystego C. K. I Gimnazjum w Rzeszowie z dniem 1 września tego roku (zastępując ks. dr Bronisława Karakulskiego). W połowie 1909 został mianowany rzeczywistym nauczycielem katechetą. W grudniu 1909 został zatwierdzony w zawodzie nauczycielskim z tytułem c. k. profesora. W kolejnych latach był tam katechetą.
Tuż po wybuchu I wojny światowej w dniu 26 sierpnia 1914 został sekretarzem w powołanym komitecie pomocy dla austriackiego Czerwonego Krzyża. Następnie przebywał poza Rzeszowem od 19 września do 19 października 1914, potem od 31 października 1914 do 3 września 1915 (przebywał w Zakopanem i w Wiedniu), a od 20 grudnia 1914 w Baden, gdzie był katechetą na kursach gimnazjalnych, a generalnie udzielał się w działalności komitetów wychodźczych oraz jak kapłan i filantrop, natomiast dla polskich wygnańców z Sanoka, Liska, Turki i Lwowa, osiadłych w miejscowości Ober Hollabrunn, odprawiał nabożeństwa w miejscowym kościele. Po powrocie do Rzeszowa podczas wojny został członkiem wydziału rzeszowskiego Książęco Biskupiego Komitetu Krakowskiego. W jego ramach został członkiem zarządu Komitetu Opieki Nad Sierotami Wojennymi jako ekspozytury K.B.K. Opieki nad Dziećmi.
Z dniem 1 stycznia 1916 otrzymał VIII klasę rangi w zawodzie nauczycielskim i kontynuował pracę katechety w rzeszowskim gimnazjum. Przed 1918 został odznaczony austro-węgierskim Krzyżem Jubileuszowym dla Cywilnych Funkcjonariuszów Państwowych.
Profesorem I Gimnazjum w Rzeszowie, od 1923 o charakterze państwowym i noszącego imię ks. Stanisława Konarskiego, pozostawał także po odzyskaniu przez Polskę niepodległości w latach 20. II Rzeczypospolitej. W całym okresie swojej pracy w Rzeszowie (1908-1931) był dyrektorem Bursy Gimnazjalnej im. ks. Feliksa Dymnickiego, a przejściowo także jej prefektem (1925/1926). Prócz katechizowania i dyrektorowania bursą został także kierownikiem (zawiadowcą) przylegającego do gmachu szkoły kościoła popijarskiego, ustanowionego kaplicą gimnazjalną oraz zajął się jego restauracją, czyniąc starania w celu zdobycia funduszy na jego odnowę (organizował zbiorki pieniężne) i uzyskując dotację państwową (np. w 1911 remontował dzwon, w 1931 zakupił nowe 12-głosowe organy do świątyni). Został moderatorem (wzgl. opiekunem) założonego w 1922 w bursie koła Sodalicji Mariańskiej. 12 czerwca 1932 poświęcono sztandar ofiarowany Sodalicji przez ks. Turkowskiego. Ponadto tego był moderatorem Sodalicji Pań w Rzeszowie. Pod koniec lat 20. zajmował się w gimnazjum także ruchem pod nazwą Opieka nad Ubogą Młodzieżą.
Jednocześnie od 1911 do 1927 był katechetą w Prywatnym Gimnazjum Żeńskim w Rzeszowie oraz pełnił funkcję skarbnika zarządu Towarzystwa Prywatnego Gimnazjum Żeńskiego. Reskryptem Kuratorium Okręgu Szkolnego Lwowskiego z 8 kwietnia 1929 otrzymał dekret ustalenia. W rzeszowskim gimnazjum przepracował 23 lata jako katecheta. W Rzeszowie przebywał 25 lat. Z dniem 30 września 1931 został przeniesiony w stan spoczynku wskutek stwierdzonej przez komisję lekarską trwałej niezdolności do prawidłowego pełnienia służby. Pozostał przy pracy kapłańskiej i nadał udzielał się jako duszpasterz i katecheta.
Był członkiem Towarzystwa Szkoły Ludowej w Rzeszowie. 11 grudnia 1911 został przewodniczącym komisji odczytowej Związku Katolicko-Społecznego w Rzeszowie. 4 października 1924 został członkiem wydziału Towarzystwa Kasynowego w Rzeszowie. Na początku 1926 został wybrany do składu rady nadzorczej założonego wówczas Banku Ziemi Rzeszowskiej o charakterze spółdzielni. Udzielał się jako kapelan harcerstwa. Był członkiem Rady Naczelnej Organizacji Umysłowo Pracujących i ich Współpracowników  w Rzeszowie. Należał do Towarzystwa Gimnastycznego „Sokół”.
Po opuszczeniu Rzeszowa w roku szkolnym 1931/32 sprawował stanowisko dyrektora Prywatnego Seminarium Nauczycielskiego Sióstr Boromeuszek w Łańcucie. Od 1932 do 1946 posługiwał we Lwowie. Tam od 1932 do 1935 był wikariuszem parafii św. Marii Magdaleny. Pracował jako katecheta w prywatnych gimnazjach: Sióstr de Notre Dame (1932-1935), Sióstr Sacre Coeur i szkole Milskiej i Makowieckiej (1935-1939). Działał w Towarzystwie Nauczycieli Szkół Średnich i Wyższych we Lwowie. 
Podczas II wojny światowej pozostawał we Lwowie. Zmuszony nakazem wyjazdu w czerwcu 1946 wyjechał ze Lwowa i przybył do Krakowa. W tym mieście pozostał do końca życia.
Przed 1913 został obdarzony tytułem kanonika honorowego. Przed 1917 otrzymał tytuł  Expositorium Canonicale. Latem 1920 otrzymał przywilej noszenia Rokiety i Mantoletu. W 1954 uczestniczył w procesie beatyfikacyjnym bp. Józefa Sebastiana Pelczara.
Przez ostatnie ok. siedem / osiem lat życia, wskutek paraliżu poruszał się na wózku inwalidzkim. W końcowym okresie pracy kapłańskiej posługiwał w kościele Zmartwychwstania Pańskiego przy ul. Łobzowskiej w Krakowie (na mocy indultu prymasa sprawował msze święte w pozycji siedzącej). 15 lipca 1956 obchodził jubileusz 60 rocznicy święceń kapłańskich, a pięć lat później 65 rocznicę. Specjalizował się w językach wschodnich: aramejskim i arabskim. U schyłku życia nadal dokształcał się w językach obcych, których opanował siedem (w tym włoski, francuski, niemiecki, hiszpański, angielski, rumuński). Prywatnie podróżował po wielu krajach. Zamieszkiwał przy ulicy Batorego 9, a w mieszkaniu był odwiedzany m.in. przez bp. Karola Wojtyłę.
Zmarł 9 sierpnia 1962. Został pochowany w grobowcu rodzinnym na cmentarzu w Głogowie (kwatera IIIa).
Uchwałą Rady Miasta i Gminy Głogowa Małopolskiego z 30 sierpnia 2000 jedna z ulicy w tym mieście nazwano imieniem ks. Maurycego Turkowskiego. W 1972 w Rzymie ukazała się praca pt. Ks. M. Turkowski autorstwa W. Urbana.

## Twórczość
- Pieśni kościelne z dodatkiem modlitw pogrzebowych i ministrantury dla młodzieży gimnazjalnej, cz. 1 (1926, Rzeszów)[3]
- Pieśni kościelne z dodatkiem Drogi Krzyżowej i Męki Pana naszego Jezusa Chrystusa dla młodzieży gimnazjalnej (1926 Rzeszów)[3]
- Sprawozdanie Dyrekcji Bursy Gimnazjalnej im. X. F. Dymnickiego w Rzeszowie za czas od 1 września 1913 do 31 sierpnia 1931 (1931, Rzeszów)[3]
- Spis księży rodaków głogowskich (1952, Kraków; rękopis)[67]
- Ks. Wincenty Padewicz (1952, Kraków; rękopis)[66]